# 蘭維克冰川
69°10′S 77°40′E / 69.167°S 77.667°E
蘭維克冰川是南極洲的冰川，最終注入普里茲灣東南部蘭維克灣南部，該冰川根據挪威探險隊的空中照片被繪入地圖，命名取自蘭維克灣。